# Påarp och Bårslöv
Påarp och Bårslöv – miejscowość (tätort) w Szwecji, w regionie administracyjnym (län) Skania, w gminie Helsingborg.
Według danych Szwedzkiego Urzędu Statystycznego liczba ludności wyniosła: 2932 (31 grudnia 2015), 5784 (31 grudnia 2018) i 5840 (31 grudnia 2019).